# .ai

Vlag van Anguilla

.ai is het achtervoegsel van domeinnamen in Anguilla. .ai-domeinnamen worden uitgegeven door de regering in Anguilla, die verantwoordelijk is voor het topleveldomein 'ai'. Het wordt ook vaak gebruikt voor websites of technologiebedrijven die een dienst aanbieden welke werkt met behulp van kunstmatige intelligentie (a.i. is ook de afkorting voor artificial intelligence).